# Théorème de Moivre-Laplace

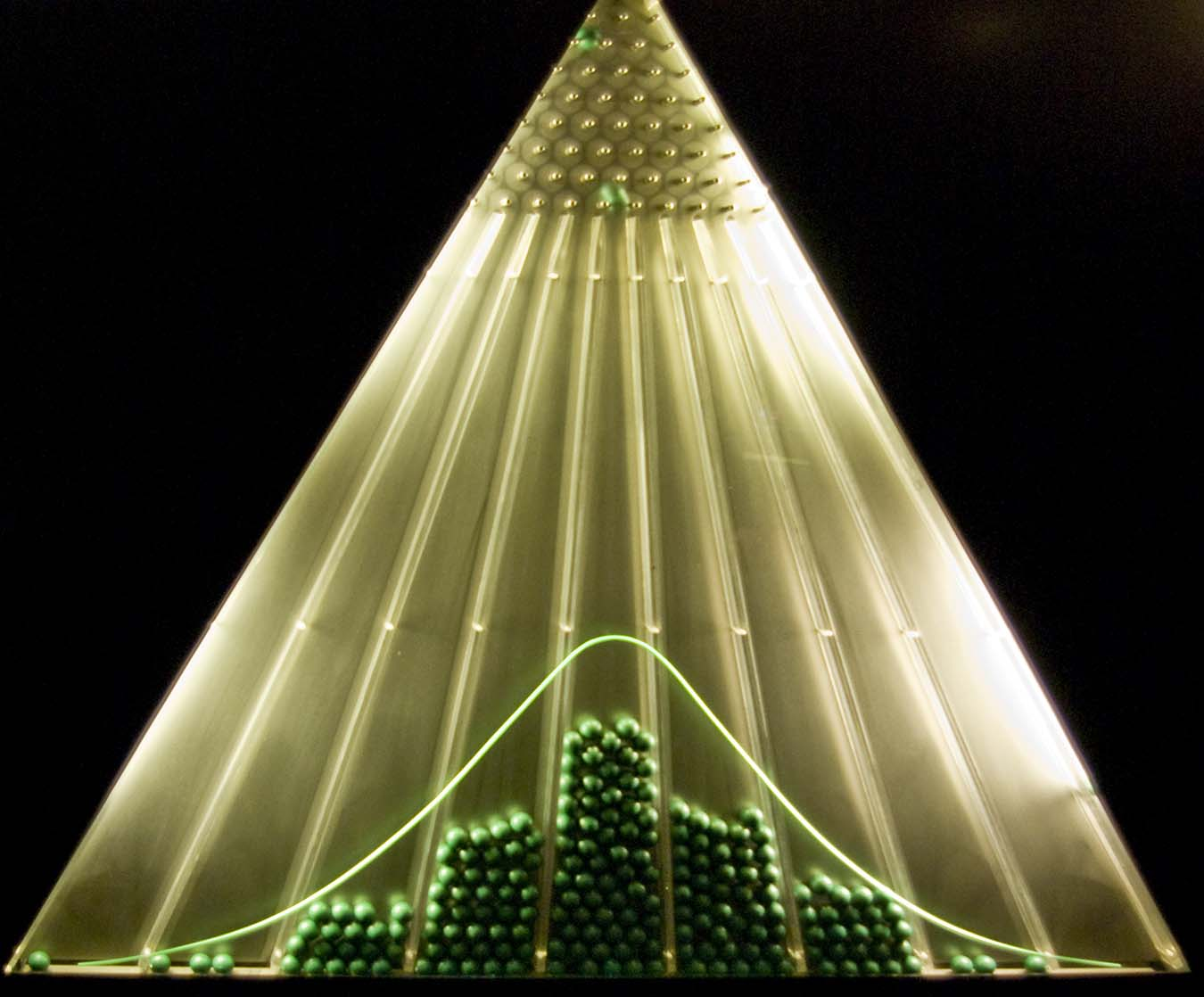
Une planche de Galton illustre le fait que la loi binomiale tende vers la loi normale.

En théorie des probabilités, selon le théorème de Moivre-Laplace, si la variable {\displaystyle X_{n}} suit une loi binomiale d'ordre {\displaystyle n} et de paramètre {\displaystyle p\in ]0,1[}, alors la variable 
converge en loi vers une loi normale centrée et réduite {\displaystyle {\mathcal {N}}(0,1)}.
Abraham de Moivre fut le premier à établir ce théorème en 1733 dans le cas particulier : {\displaystyle p={\frac {1}{2}}} ; et Laplace a pu le généraliser en 1812 pour toute valeur de {\displaystyle p} comprise entre 0 et 1. Il s'agit d'un cas particulier du théorème central limite.

## Démonstration
La démonstration repose sur l'identification de la loi limite par l'étude des fonctions caractéristiques des variables binomiales.

## Application
Autrement dit, si {\displaystyle X_{n}} suit une loi binomiale de paramètres n et p et si {\displaystyle \Phi } est la fonction de répartition de {\displaystyle {\mathcal {N}}(0,1)} alors, pour tout réel t, on a :
ce qui signifie que, pour n assez grand, 
ce qui donne, en posant {\displaystyle t={\frac {x-np}{\sqrt {npq}}}}, l'approximation suivante pour la probabilité d'avoir au plus {\displaystyle x} succès :
Cette approximation  est bonne en général pour {\displaystyle np(1-p)\geq 10}.
Pratiquement, il faut cependant faire attention au fait que les variables {\displaystyle X_{n}} sont discrètes. Graphiquement, cela se traduit par le fait que les extrémités des bâtons du diagramme de la loi binomiale {\displaystyle X_{n}\sim {\mathcal {B}}(n,\,p)} sont proches de la courbe de densité de la loi normale {\displaystyle {\mathcal {N}}(np,npq)}.
On peut obtenir une valeur approchée de {\displaystyle \mathrm {P} (X_{n}=x)} par le calcul de la surface sous la courbe de densité comprise entre les droites d'abscisse {\displaystyle x-{\frac {1}{2}}} et {\displaystyle x+{\frac {1}{2}}}.
On appelle cette procédure la « correction de continuité ».

## Exemple
On considère la suite de variables {\displaystyle X_{n}\sim {\mathcal {B}}(50\,;0{,}3)} ; on a alors {\displaystyle np=15} ; {\displaystyle nq=35}
D'après les tables, la valeur exacte pour {\displaystyle \mathrm {P} (X_{n}=10)=0{,}038\,619}.
La formule d'approximation avec une loi {\displaystyle {\mathcal {N}}(np,{\sqrt {npq}})={\mathcal {N}}(15,{\sqrt {10{,}5}})} donne le résultat :
soit 
L'erreur d'approximation est faible.
Pour {\displaystyle \mathrm {P} (X_{n}\leq 10)=0{,}078\,9}, l'approximation usuelle fournit
Sans correction de la continuité de l'approximation, on aurait :
Cette dernière valeur est assez imprécise.